# Multi Crew Cooperation
MCC je letecká zkratka z anglického Multi Crew Cooperation, tedy česky Koordinace vícečlenné posádky letadla. Aplikuje se u velkých dopravních letadel.

## MCC-training
Pro velké dopravní letouny se požaduje vedle kvalifikací pro letecký personál dle JAA specifikací také nácvik MCC koordinace a vedle osvědčení o odborné a zdravotní způsobilosti musí mít každý člen letové posádky také certifikát o MCC trainingu.